# Хергисвиль
Хергисвиль (нем. Hergiswil NW) — коммуна в Швейцарии, в кантоне Нидвальден. Население составляет 5417 человек (на 31 декабря 2006 года). Официальный код  —  1507. В коммуне расположена Хергисвильская стеклодувная мастерская.